# Ghiacciaio Miethe
Il ghiacciaio Miethe (in inglese Miethe Glacier) (64°56′S 63°06′W) è un ghiacciaio lungo circa 5 km situato sulla costa di Danco, nella parte occidentale della Terra di Graham, in Antartide. Il ghiacciaio, il cui punto più alto si trova 480 m s.l.m., fluisce verso nord-ovest fino ad arrivare allo stretto di Gerlache, a sud del monte Banck.

## Storia
Il ghiacciaio Miethe è stato osservato su una mappa del governo argentino del 1952 e non si sa chi abbia effettivamente effettuato il primo avvistamento del vivo, comunque esso è stato così battezzato nel 1960 dal Comitato britannico per i toponimi antartici in onore di Adolf Miethe, il chimico tedesco che, nel 1903, produsse la prima emulsione pancromatica per le lastre fotografiche.